# وراشيات
وَرَّاشيَّات أو الحفارات رائقة الأجنحة أو فصيلة سيسييدي(الاسم العلمي: Sesiidae)، هي فصيلة حشرات من الحمويّات ورتبة حرشفيات الأجنحة المخصورة. أجناسها وأنواعها المعروفة عديدة منتشرة في جميع أصقاع العالم خاصة في البلاد الحارة والمعتدلة الحرارة. أجسامها متباينة الحجوم، منها الصغيرة والوسطى والكبيرة، جميعها قريبة الشبه بالنحل والزنابير. أثوابها ملونة يكثر فيها الأصفر المجزّع بالأسود. جميعها تصفن في التربة. محاجرها رداه فسيحة تغور نحو 10 سم. مداخلها أنفاق أنبوبية الشكل منحرفة السطوح. قوتها الذباب والهوام والصغير من ذوات الجناحين تقتنصها فتخدّرها وتنقلها إلى أصفانها زادًا لها وليرقاتها.

## روابط خارجية
- Dr. Franz Pühringer: Sesiidae
- Sesiidae of صربيا بالإنجليزية
- Synanthedon exitiosa, peachtree borer on the جامعة فلوريدا / IFAS Featured Creatures Web site
- Synanthedon scitula, dogwood borer on the جامعة فلوريدا / IFAS Featured Creatures Web site
- Australian moths online Gallery
- Images of Sesiidae moths in New Zealand
- Deltakey Family description and nineteenth century plates.